# Gaijin

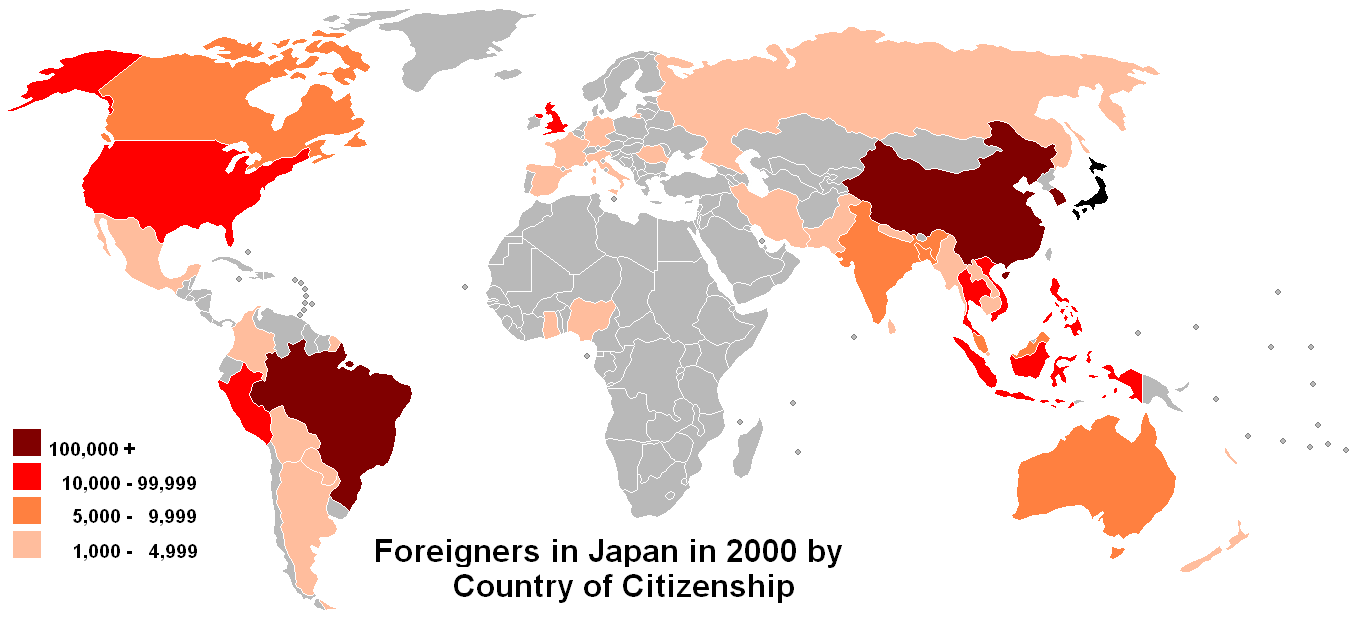
Origine des étrangers vivant au Japon en 2000.
100000 et plus
10000 - 99999
5000 - 9999
1000 - 4999.

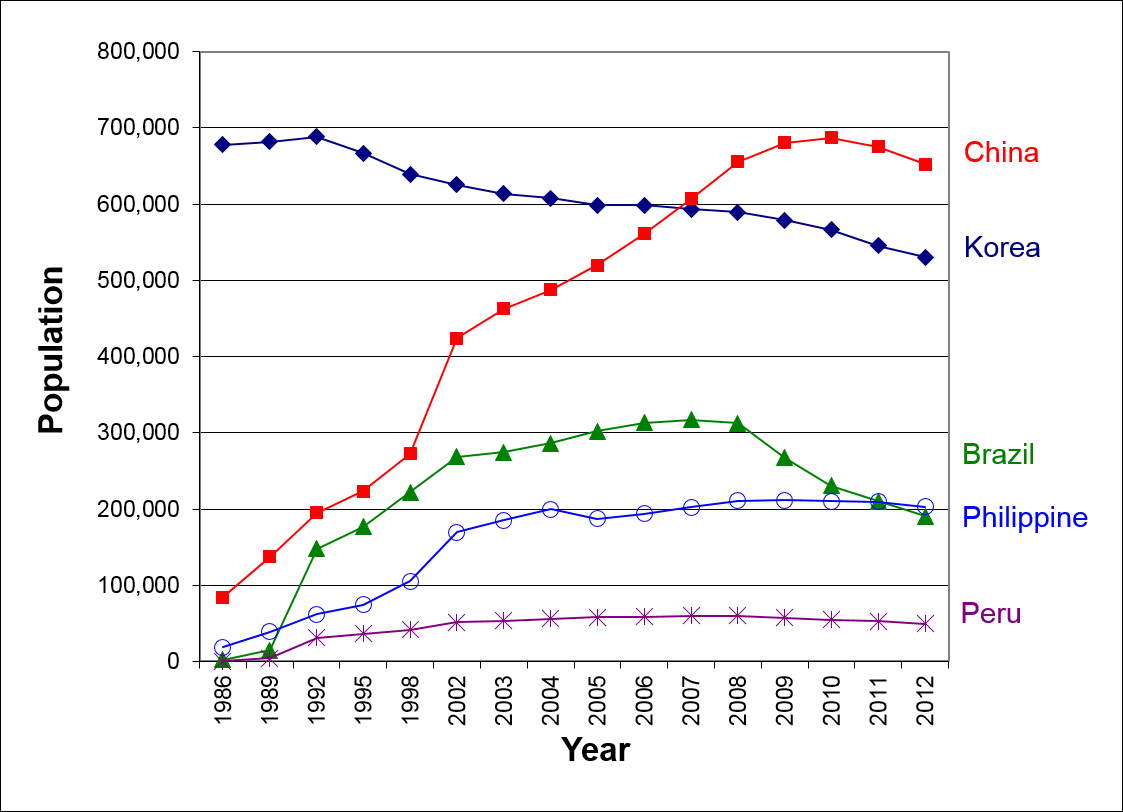
Évolution des étrangers par origine.

- 100 000 et plus
- 10 000 - 99 999
- 5 000 - 9 999
- 1 000 - 4 999

Gaikokujin (外国人, « étranger » lit. « personne d'un pays extérieur ») ou simplement gaijin (外人, litt. « personne de l'extérieur ») sont des termes japonais utilisés pour désigner les étrangers au Japon.

## Chiffres
Le Japon comptait 2 217 000 étrangers à la fin 2008, soit 1,74 % de la population totale, avec une augmentation de 50 % en dix ans. Le nombre d'étrangers a baissé pour la première fois depuis 48 ans en 2009 avec 2,19 millions de personnes, soit 1,4 % de moins qu'en 2008.
En 2009, on comptabilisait dans l'ordre :
1. 681 000 étrangers provenant de Chine (dont Taïwan, Hong Kong et Macao) ;
2. 578 000 de Corée (Corée du Nord et Corée du Sud) ;
3. 267 000 du Brésil ;
4. 212 000 des Philippines ;
5. 57 000 du Pérou ;
6. 52 000 des États-Unis ;
7. 43 000 de Thaïlande ;
8. 41 000 du Vietnam ;
9. 26 000 d'Indonésie ;
10. 23 000 d'Inde ;
11. 17 000 du Royaume-Uni ;
12. 11 000 du Bangladesh ;
13. 11 000 du Canada ;
14. 10 000 d'Australie ;
15. 10 000 du Pakistan ;
16. 9 000 de France.

En 2022, le Japon comptait 2 993 839 résidents étrangers, soit une augmentation de 289 498 personnes (10,70 %) par rapport à 2021.
En janvier 2024, les résidents étrangers au Japon représentaient approximativement 3,32 million de personnes, soit 2,7% de la population totale du Japon.
Le Japon accepte peu de réfugiés, et de moins en moins. En 2010, sur 1 202 demandes de statut de réfugié, 39 ont été acceptées, et 363 ont reçu un permis de résidence spécial pour raisons humanitaires. En 2018, sur 10 493 demandes, 42 ont été acceptées, et 40 ont reçu un permis de résidence spécial pour raisons humanitaires.
En 2008, 37 000 Japonais se sont mariés à des étrangers, huit fois plus que quarante ans auparavant ; la même année, 19 000 ont divorcé.
Ce nombre d'un peu plus de 3M d’étrangers peut être quasiment divise en 3 tiers. Un tiers de travailleurs, un tiers d’étudiants, un tiers de résidents permanents.

## Législation

### Statut des étrangers
Jusqu'en 2012, les étrangers résidant au Japon (séjournant au Japon plus de 90 jours) devaient s'enregistrer auprès de leur municipalité dans un registre appelé gaikokujin tōroku genpyō (外国人登録原票, lit. « registre des étrangers »), différent du koseki (戸籍, registre familial) et du registre du jūminhyō (en) (住民票, « certificat de résidence »). Ils recevaient alors une carte appelée gaikokujin tōroku shōmeisho (外国人登録証明書, « certificat d'enregistrement des étrangers »).
À partir du 9 juillet 2012, le registre spécifique aux étrangers disparaît, ceux-ci sont désormais enregistrés dans le système jūminhyō et reçoivent une carte de séjour à puce dénommée zairyū card (在留カード, zairyū kādo). La durée maximale des titres de séjour passe de trois à cinq ans. Les séjours à l'étranger de moins d'un an (deux ans pour les résidents au statut spécial « permanent ») ne nécessitent plus d'obtenir à l'avance un permis de ré-entrée (再入国許可, sainyūkoku kyoka).

### Statut de l'enfant dans un couple «mixte»
Le Japon ne reconnaît pas le droit de visite et n'a signé la Convention de La Haye de 1980 sur les aspects civils de l'enlèvement international d'enfants que le 24 janvier 2014, il était jusque-là l'un des rares pays développés, et le seul pays du G8 à ne pas l'avoir signé (80 signataires en 2009, 89 en 2013),. En 2009, les États-Unis avaient été saisis au total de 82 cas d'enlèvement par le parent japonais impliquant 123 enfants, la France, le Canada et la Grande-Bretagne de 35 cas chacun. Des cas d'enlèvement par le parent étranger existent également.
Il y aurait 10 000 naissances d'enfants binationaux par an au Japon.

## Histoire
Les premiers Européens à visiter le Japon furent les Portugais en 1542. Ils furent désignés par le terme « nanbanjin » (南蛮人, littéralement « peuples barbares méridionaux »), parce que leurs vaisseaux venaient du Sud et qu'ils étaient perçus comme assez peu raffinés selon les normes japonaises. Cette désignation était la transposition d'un terme chinois, et était utilisée pour nommer des gens du Sud en général.
Le terme nanbanjin tomba en désuétude pendant l'ère Edo, quand le pays était fermé aux étrangers. À partir de 1854, quand le Japon s'ouvrit à nouveau, et jusqu'au début du XXe siècle, les étrangers au Japon étaient communément désignés comme « ijin » (異人, littéralement « personne différente »), une contraction de « ikokujin » (異国人, littéralement « personne d'un pays différent ») ou « ihōjin » (異邦人, littéralement « personne d'une patrie différente »).
À partir de l'ère Meiji, le terme gaikokujin fut utilisé pour désigner des résidents japonais provenant d'en dehors de l'empire du Japon, alors que le terme « naikokujin » (内国人, « personne d'un pays de l'intérieur ») était utilisé pour les nationaux d'autres territoires de l'Empire. Le terme naikokujin tomba en désuétude après la Seconde Guerre mondiale mais gaikokujin demeure le terme officiel pour les non-Japonais vivant au Japon. Le terme hakujin (白人, lit. « homme blanc »), désigne spécifiquement les étrangers de type europoïde.

## Débats sur le politiquement correct
Certains[Qui ?] ressentent que dans une culture collectiviste comme celle du Japon, où de fortes distinctions sociales et d'affaires sont faites entre les groupes Uchi-soto, la signification littérale de ce terme, c'est-à-dire « personne intruse », souligne l'idée que les non-Japonais sont des intrus. D'autres[Qui ?] soulignent que ce que les étrangers au Japon trouvent réellement désagréable c'est que, après s'être établis au Japon et avoir maîtrisé la langue, ils sont toujours désignés comme « étrangers » par des gens qui ne pourraient aucunement connaître leur réelle nationalité ou leur statut de résident. En outre, le terme est régulièrement utilisé pour désigner des citoyens japonais qui ne sont pas d'ascendance ethnique japonaise. En raison de ces contextes racialement orientés et d'out-groups, les non-Japonais perçoivent souvent le terme gaijin comme péjoratif[réf. nécessaire].
Les Japonais peuvent éviter d'utiliser le terme gaijin en face de non-Japonais, utilisant à sa place celui de gaikokujin. Certains non-Japonais insistent même sur ce point. D'un autre côté, la plupart des Japonais utilisent gaijin dans leur conversation, sans aucune intention péjorative. En fait, certains Japonais intrigués demandent parfois eux-mêmes aux étrangers pourquoi ils trouvent le terme gaijin offensant. Mais d'autres japonais, sensibilisés à la question parce qu'ils ont vécu à l'étranger, peuvent eux-mêmes être choqués quand un autre Japonais utilise ce terme, quelle que soit son intention.
Le terme gaijin est souvent utilisé pour désigner uniquement les étrangers dont la couleur de peau est rose ou blanche alors que le terme gaikokujin est utilisé pour décrire toute personne non ethniquement japonaise, y compris originaire de Corée ou de Chine.
Dans son livre "Japon insolite : une info par jour pour découvrir le Japon", l'auteur Noreau Lilian utilise le terme de " super gaijin" pour parler des étrangers bilingues ou trilingues résidents au Japon avec des compétences et des diplômes recherchés sur le marché de l'emploi japonais,.
En raison de ces perceptions divergentes du mot gaijin, il est une cible habituelle du « kotobagari » (« chasse au mot »), la censure des termes considérés comme politiquement incorrects.